# Królików Czwarty
Królików Czwarty – wieś w Polsce położona w województwie wielkopolskim, w powiecie konińskim, w gminie Grodziec.
W latach 1975–1998 miejscowość administracyjnie należała do województwa konińskiego.
Zobacz też: Królikowo, Królików